# بلقاء إهليلجية
ملالوكا إهليلجية (الاسم العلمي: Melaleuca elliptica) نوع من النباتات تتبع جنس الملالوكا من فصيلة الآسية. تم وصف هذا النوع من النبات علمياً لأول مرة من قبل جاك لابيارديير سنة 1806.